# Логовое
Логовое — посёлок в Косихинском районе Алтайского края. Входит в состав Баюновского сельсовета.

## География
Расположен в западной части района, к северу от федеральной автотрассы Р256. Абсолютная высота — 240 метров над уровнем моря.
Климат
Климат характеризуется как резко континентальный. Средняя многолетняя температура самого холодного месяца (января) составляет −20 °С (абсолютный минимум — −52 °С), температура самого тёплого (июля) — 21 °С (абсолютный максимум — 38 °С). Среднегодовое количество атмосферных осадков — 350—400 мм. Преобладающее направление ветра в течение года — юго-западное с переходом на северо-западное.

## Население
| 1997 | 1998 | 1999 | 2000 | 2001 | 2002 | 2003 | 2004 | 2005 | 2006 |
| ---- | ---- | ---- | ---- | ---- | ---- | ---- | ---- | ---- | ---- |
| 206  | ↗221 | ↘214 | ↘199 | ↗208 | ↘204 | ↗216 | ↘211 | ↘205 | ↗213 |
| 2007 | 2008 | 2009 | 2010 | 2011 | 2012 | 2013 |      |      |      |
| ↘199 | ↗207 | ↘187 | ↘163 | ↘161 | ↘154 | ↘145 |      |      |      |

Национальный состав
Согласно результатам переписи 2002 года, в национальной структуре населения русские составляли 81 %.